# Hitachdut
Światowa Syjonistyczna Partia Pracy „Hitachdut” (Zjednoczenie) – partia lewicowo-syjonistyczna utworzona w 1920 w Pradze z połączenia prawicy Ceirej Syjon i palestyńskiej organizacji Hapoel Ha-Cair. Centrala partii mieściła się w Jerozolimie, natomiast sekcje działały w 17 krajach m.in. Niemczech, Austrii, Polsce, Rosji, Litwie, Łotwie, Estonii, Rumunii, Włoszech, Belgii, Francji, Turcji, USA, Południowej Afryce i Ameryce Południowej. W Polsce swoją główną siedzibę partia miała w Łodzi. 
Działacze Hitachdut odwoływali się do dorobku Aharona Dawida Gordona, Lwa Tołstoja, a także Jeana-Jacques’a Rousseau. Aktywiści Hitachdut optowali za powstaniem świeckiego państwa żydowskiego. Podkreślali swój szacunek dla warstwy robotniczej i pracy fizycznej przy jednoczesnym odrzucaniu zasad marksizmu. Aktywiści partii wspierając emigrację Żydów do Palestyny szczególną troską otaczali młodych ludzi. 
Głównym ideologiem Hitachdut był Aharon Dawid Gordon. Do liderów partii należeli: Chaim Arlosoroff, Uriel Friedland, Jakub Hellman i Abram Kacenelson; natomiast w Polsce: Zwi Heller, Adolf Silberschein oraz Abram Lewinsohn. Organem prasowym Hitachdut w Polsce był lwowski tygodnik „Fołk und Łand”.
W 1932 Hitachdut połączyła się z Poalej Syjon Prawicą w Zjednoczoną Partię Socjalistyczno-Syjonistyczną. 